# Peniocereus
Peniocereus (Berger) Britton & Rose, 1909 è un genere di piante succulente della famiglia delle Cactacee.

## Tassonomia
Il genere comprende le seguenti specie:
- Peniocereus greggii (Engelm.) Britton & Rose
- Peniocereus johnstonii Britton & Rose
- Peniocereus lazaro-cardenasii (J.L.Contr., J.Jiménez Ram., Sánchez-Mej. & C.A.Toledo) D.R.Hunt
- Peniocereus marianus (Gentry) Sánchez-Mej.
- Peniocereus papillosus (Britton & Rose) U.Guzmán
- Peniocereus striatus (Brandegee) Buxb.
- Peniocereus viperinus (F.A.C.Weber) Kreuz.
- Peniocereus zopilotensis (J.Meyrán) Buxb.